# Port Dover
Port Dover är en ort i Kanada.   Den ligger i provinsen Ontario, i den sydöstra delen av landet, 500 km sydväst om huvudstaden Ottawa. Port Dover ligger 176 meter över havet och antalet invånare är 6 387.
Terrängen runt Port Dover är platt. Närmaste större samhälle är Norfolk County, 15,9 km väster om Port Dover. 